# Jules de Polignac
Principe Jules Auguste Armand Marie de Polignac, detto Prince de Polignac (Versailles, 14 maggio 1780 – Saint-Germain-en-Laye, 2 marzo 1847), è stato un nobile e politico francese, III duca di Polignac e primo ministro di Francia dall'8 agosto 1829 al 30 luglio 1830.
Sostenitore di una restaurazione integrale della monarchia e dell'ancien régime, ed ostile alle tendenze liberali della Costituzione del 1814, ebbe un ruolo cruciale nell'innescare la crisi che portò alla rivoluzione di luglio e alla fine della Seconda Restaurazione.

## Biografia
Cresciuto in una famiglia cattolica di émigré, figlio di Jules, duca di Polignac, e di Yolande-Gabrielle de Polastron, amica e confidente della regina Maria Antonietta, sposò nel 1816 Barbara Campbell e, alla morte di questa nel 1819, si risposò con Charlotte Boothley-Parkins.
Tornato in Francia, all'epoca sotto il governo di Napoleone Bonaparte, nel 1804 venne arrestato con l'accusa di aver preso parte al complotto monarchico di Cadoudal e Pichegru per assassinare Bonaparte e imprigionato col fratello maggiore Armand Jules Marie Héraclius sino al 1813. L'anno successivo entrò a far parte degli ultrarealisti.
Ritornò in Francia con il conte d'Artois nel 1814. Fuggì poi a Gand con la famiglia reale durante i Cento giorni.

### Carriera politica
Sostenitore di una restaurazione integrale della monarchia e dell'ancien régime, e ostile alle tendenze liberali della Costituzione del 1814 concessa da Luigi XVIII e ispirata da Talleyrand, divenne Pari di Francia e, ardente difensore del cattolicesimo, prese parte ai negoziati del Trattato di Londra del 1827, in base al quale Francia, Gran Bretagna e Impero russo si ponevano come garanti dell'indipendenza greca dall'Impero ottomano. Una delle conseguenze del trattato fu la battaglia di Navarino e la successiva indipendenza della Grecia.
Divenne ministro degli affari esteri e presidente del Consiglio nel 1829. La crisi politica era rapidamente peggiorata durante quell'anno: il re Carlo X, che aveva formato in agosto un nuovo governo interamente composto da ultrarealisti per controbilanciare la maggioranza dei deputati eletti nel 1827, di orientamento liberale, solo dopo alcuni mesi designò un presidente del Consiglio nella persona di Jean-Baptiste Gaye visconte di Martignac.
Polignac fu chiamato da Carlo X a succedere al governo Martignac, ultimo tentativo di compromesso politico fra il sovrano e la maggioranza parlamentare liberale: nell'estate 1829, con le Camere chiuse, Carlo X dimise Martignac e affidò il governo a Polignac. La scelta di una personalità del genere, noto ultra-realista, causò un grande clamore e scatenò la stampa di sinistra che moltiplicò le critiche contro "Carlo il Semplice", re bigotto, conservatore, appassionato di caccia e di gioco. Gli uomini della restaurazione sembravano tornare al potere, una scelta di cui il re portava tutta la responsabilità. Tanto Polignac che i suoi ministri apparvero rapidamente agli occhi dell'opinione pubblica come individui desiderosi di stabilire una monarchia autoritaria, se non assoluta, cosa che voleva appunto il sovrano.
Come il re al quale era ciecamente devoto, credeva nel potere assoluto del trono e della chiesa. Si rese rapidamente impopolare con misure autoritarie e reazionarie. In tale veemenza conservatrice non manca però un qualche malinteso: presentato come un bigotto fanatico (si diceva che Polignac sostenesse che la Vergine Maria gli apparisse per dargli consigli politici) ossessionato dal diritto divino regale, era in realtà favorevole ad una moderata monarchia costituzionale, a differenza di Carlo X, ma la considerava incompatibile con una libertà di stampa senza limite e misura.
Le elezioni del 1828 avevano dimostrato che gli elettori non apprezzavano un tale ritorno al passato. Gli attriti fra il governo Polignac e la Camera furono più aspri che nel passato, e la politica ultra-realista suscitava l'opposizione dei liberali.
La convocazione della Camera del 2 marzo 1830 aveva mostrato l'entità del conflitto in atto: in seguito al discorso del trono tale conflitto si scatenò apertamente. Nel suo discorso di apertura della sessione Carlo X evocò l'esistenza di "colpevoli manovre" ai danni del governo, aggiungendo che avrebbe trovato la forza di sventarle. Annunciò la spedizione militare di Algeri e minacciò implicitamente l'opposizione di governare a colpi di ordinanza in caso di ostruzionismo. La sinistra liberale, maggioranza in parlamento, interpretò tale passaggio come l'annuncio di un possibile colpo di Stato.
In effetti l'indirizzo votato dalla maggioranza dei deputati, pur mettendo avanti, con affettata deferenza, sentimenti monarchici, affermava di fronte al governo i diritti della Camera. Sotto la direzione di Royer-Collard, redassero, il 16 marzo 1830, un indirizzo al sovrano che venne firmato da 221 deputati su 402, che significava la loro sfiducia a Carlo X: «La Carta consacra come un diritto l'intervento del Paese nella deliberazione degli interessi pubblici [...]. Essa fa dell'accordo permanente fra le vedute politiche del vostro governo e la voce del vostro popolo la condizione indispensabile per il regolare procedere degli affari pubblici. Sire, la nostra lealtà, la nostra devozione, ci obbligano a dirvi che tale accordo non esiste più».
La reazione di Carlo X non fu di sorpresa. Per tagliare corto con l'Indirizzo dei 221 che rifiutava la fiducia a Polignac e che ne denunciava il governo, e per ricostituire una maggioranza parlamentare a sé favorevole, Carlo X in un primo momento prolungò la durata in carica della Camera, per poi procedere allo scioglimento il 16 maggio 1830 e alla convocazione di nuove elezioni da tenersi il 23 giugno e il 3 luglio. Contrari allo scioglimento, i ministri Chabrol e Courvoisier diedero le dimissioni, rimpiazzati da Guillaume Isidore alle finanze e Pierre-Denis, conte di Peyronnet agli interni: il governo Polignac prese così una connotazione ancora più reazionaria.
Dopo la primavera del 1830, molti si attendevano un confronto col re, ma pochi in fondo potevano prevedere una rivoluzione e la caduta della dinastia. Carlo X, da parte sua, sperava di trovare l'appoggio popolare, specie nelle campagne, che fondasse una solida maggioranza parlamentare a lui favorevole. Contava anche sul prestigio di cui il governo avrebbe goduto grazie alla spedizione di Algeri.

### La spedizione di Algeri

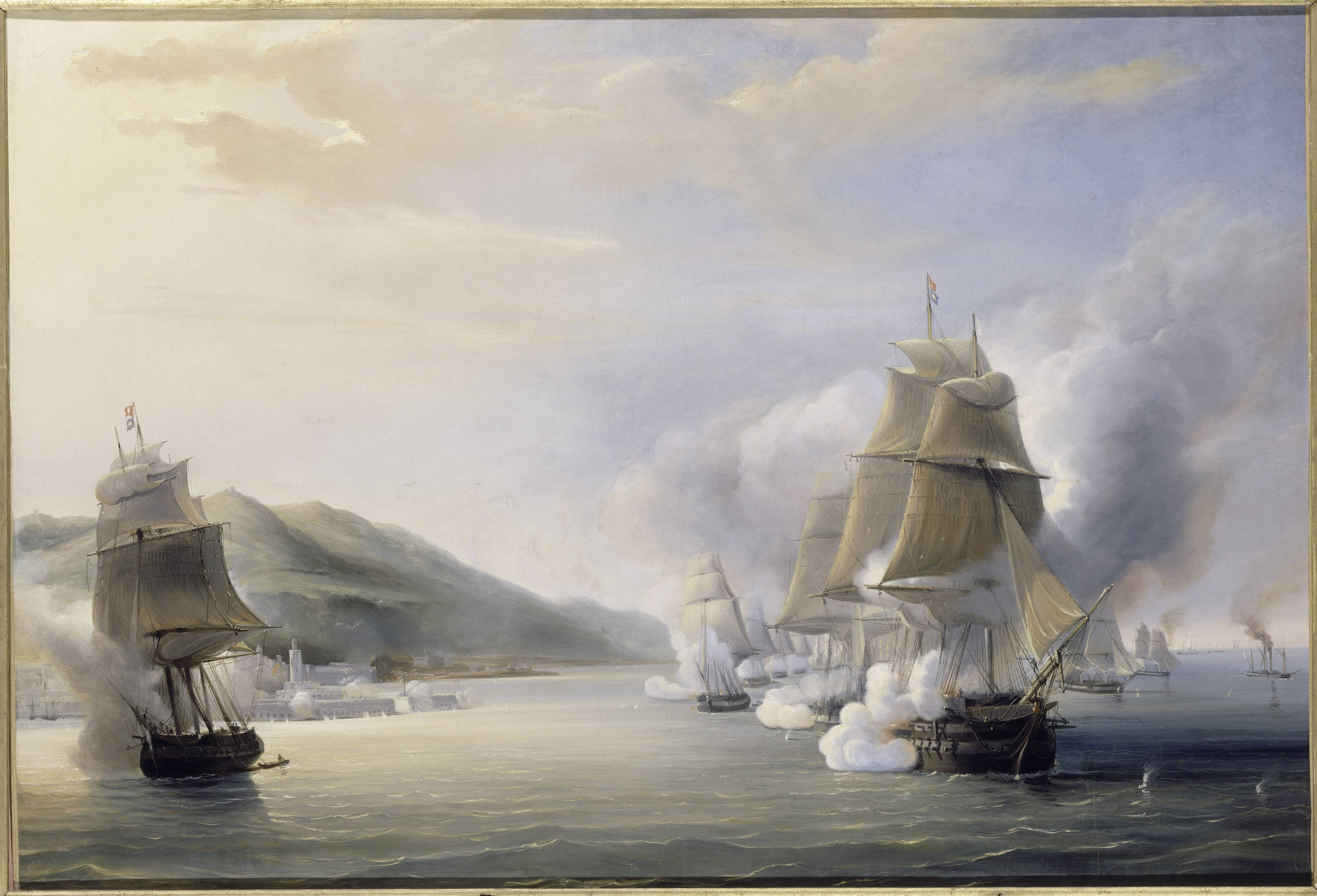
L'attacco ad Algeri, dipinto di Léon Morel-Fatio.

Carlo X e Polignac speravano che la spedizione di Algeri, lanciata il 25 maggio, avrebbe loro portato un prestigio sufficiente a vincere la battaglia elettorale.
La spedizione si iscrive in un doppio contesto, nazionale ed internazionale. Sul piano internazionale si trattava per la Francia di partecipare al processo di smembramento dell'Impero ottomano, inoltre esisteva da tempo un contenzioso col Dey di Algeri, che nel 1827 aveva colpito al volto con un ventaglio il console francese per una oscura storia legata ad una partita di frumento algerino. Carlo X e Polignac avevano al tempo posto il blocco navale davanti ad Algeri, ma senza ottenere riparazione all'offesa. Con tale pretesto venne lanciata la spedizione nel maggio 1830, ma lo scopo evidente era di distrarre dai problemi politici interni in cui si dibattevano governo e sovrano.
Il corpo di spedizione, comandato da Bourmont, era composto da oltre 450 navi agli ordini dell'ammiraglio Duperré, e da circa 75 000 fra marinai e fanti, che sbarcarono in terra algerina il 13 giugno 1830. La notizia della presa di Algeri, avvenuta il 5 luglio, giunse però in Francia solo il giorno 9, quando le elezioni erano già avvenute nella maggioranza dei dipartimenti, ossia troppo tardi per cambiare l'esito delle elezioni. Del resto la vittoria militare lasciò l'opinione pubblica pressoché indifferente, e non diede luogo a nessun progetto politico di ampio respiro.

### La sconfitta elettorale
Tra giugno e luglio Peyronnet e Polignac moltiplicarono i propri interventi. Fecero rinviare le elezioni in venti dipartimenti al 13 e 19 luglio, esasperando i malcontenti. Il 14 giugno il re in persona emanò un proclama controfirmato da Polignac, al fine di convincere gli elettori.
Da parte loro i liberali, riuniti nella società "Aide-toi, le ciel t'aidera", all'epoca presieduta da Odilon Barrot, condussero una decisa campagna. Nonostante le molteplici pressioni esercitate dai prefetti sugli elettori, il risultato degli scrutini confermò la vittoria dell'opposizione.
I "221", tra i quali diciannove solamente non vennero rieletti, diventarono 274, gli ultras 145. La sconfitta per Polignac fu cocente, ma ancora di più per Carlo X, che aveva sciolto la Camera precedente. Il conflitto istituzionale apparve in tutta la sua forza: o la Camera imponeva il proprio punto di vista al re, ottenendo le dimissioni di Polignac e la nomina di un governo liberale, portando di fatto ad una monarchia parlamentare, o il re doveva tentare la prova di forza, manifestando chiaramente la propria opposizione alla scelta fatta dagli elettori. Carlo X scelse la seconda strada: tramite ordinanza aggiornò la sessione parlamentare al 1º settembre, il che significava altri due mesi di inattività per il parlamento, dopo i quattro precedenti. Era deciso a tentare il tutto per tutto: «Preferisco andare a cavallo che in carretta», avrebbe dichiarato, probabilmente alludendo alla carretta che portava i condannati alla ghigliottina durante la rivoluzione del 1789.

### Le ordinanze di Saint-Cloud
Fondandosi sull'articolo 14 della Carta, che conferiva il diritto di promulgare le ordinanze "necessarie all'esecuzione delle leggi e alla sicurezza dello Stato", il sovrano, Polignac e il governo commisero l'errore fatale di stilare le Ordinanze di Saint-Cloud, firmate il 25 luglio e pubblicate su Le Moniteur universel il giorno dopo: sospensione della libertà di stampa (accusata di essere «strumento di disordine e sedizione»); scioglimento della Camera (ancora prima della seduta di insediamento); modifica del calcolo censuario, in modo da ridurre il numero di elettori (escludendo specie commercianti ed artigiani, ostili al regime), ed aumentare il numero dei deputati eletti dalle fasce più alte della popolazione; convocazione di nuove elezioni per il 6 e 13 settembre successivi.

### La rivoluzione di luglio e la caduta

Eugène Delacroix, La libertà che guida il popolo.

Agli occhi dell'opinione pubblica le ordinanze apparvero un vero e proprio colpo di Stato. Per difendersi Polignac disse di aver agito per impedire all'opposizione di portare la Francia ad un nuovo 1793, l'anno dell'esecuzione di Luigi XVI e Maria Antonietta, dell'insediamento del Comitato di salute pubblica, dell'inizio del Terrore e delle guerre di Vandea. In pochi giorni la pubblicazione delle ordinanze portò alla caduta del regime assolutista. Incredulo di fronte agli avvertimenti, Polignac affettava ottimismo: le "tre giornate gloriose" portarono invece al trono il ramo dei Borbone cugini degli ultimi sovrani, gli Orléans, poiché gli altri eredi erano nel frattempo deceduti o avevano rinunciato. Carlo X, rifiutando di fare marcia indietro e tornare al regime parlamentare, aveva abdicato in favore del giovane nipote di 10 anni, Enrico, passando per il figlio Luigi Antonio che fu costretto alla rinuncia dopo venti minuti. L'Assemblea nazionale, invece, respinse la nomina di Enrico V ed elesse "re dei francesi" Luigi Filippo I, cugino e reggente designato, come monarca costituzionale. Il ramo principale dei Borbone di Francia perse per sempre il trono in favore del figlio dell'odiato Philippe Egalité e i suoi esponenti partirono subito in volontario esilio. Molti legittimisti non riconobbero il re orleanista.

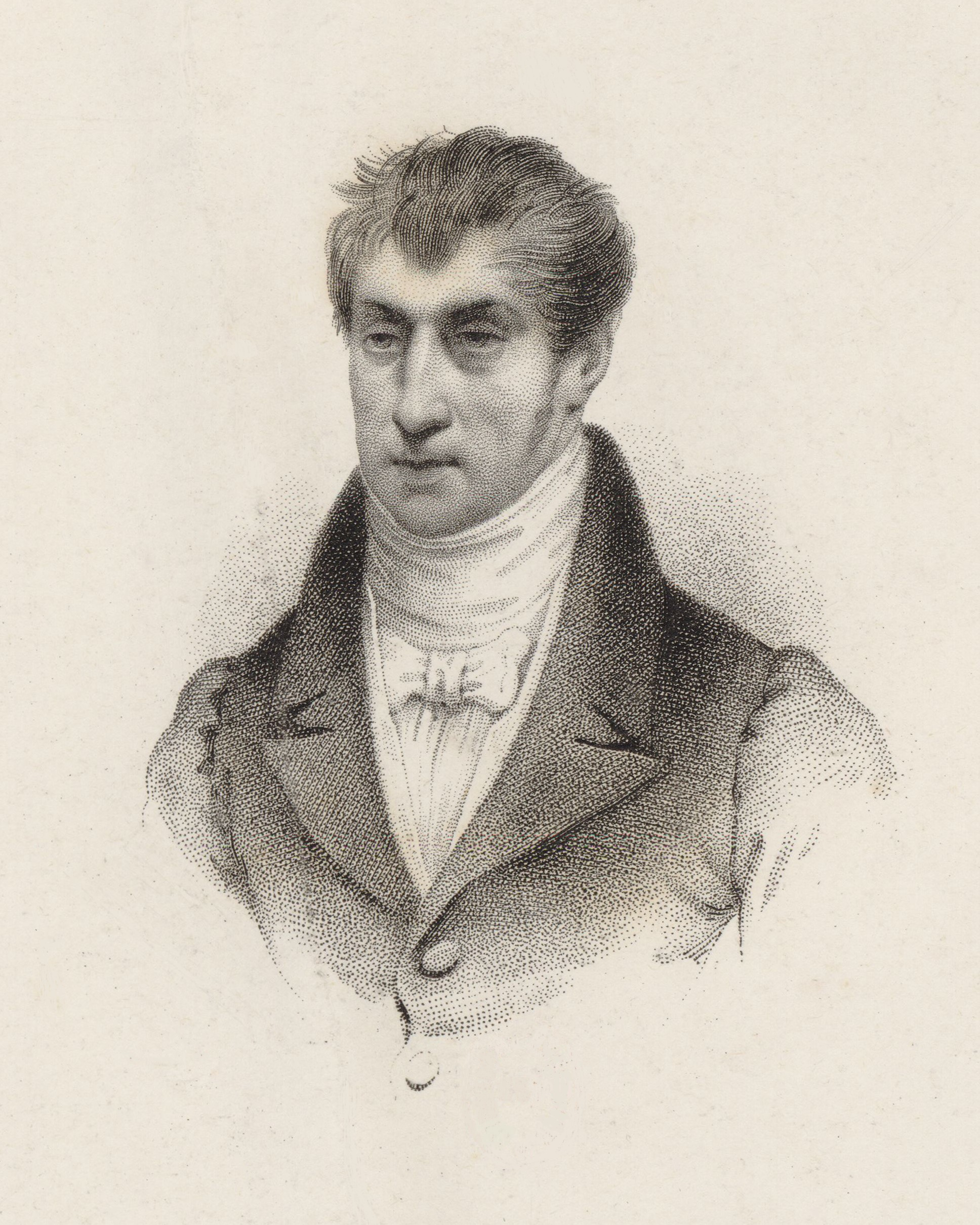
Polignac ritratto durante il processo (stampa del 1831).

Quanto a Polignac, arrestato mentre tentava di riparare in Inghilterra, fu condotto davanti alla Camera dei pari, processato con altri ministri per aver firmato le ordinanze che aggiravano le prerogative del parlamento, e condannato nel 1831 al carcere a vita e alla morte civile (perdita perenne della capacità giuridica). Fu rinchiuso nel forte di Ham, i suoi beni personali passarono ai figli e il suo matrimonio fu dichiarato nullo per la legge. In prigione scrisse le Considerazioni politiche. La pena fu commutata il 23 novembre 1836 in vent'anni di confino al di fuori del territorio francese, in seguito ad una misura di amnistia decisa all'insediarsi del primo governo presieduto da Louis-Mathieu Molé, e si trasferì in Inghilterra, dove si riunì alla moglie, poi in Baviera.
Secondo i Legacies of British Slave-Ownership presso l'University College di Londra, a Polignac fu assegnato un risarcimento come ex proprietario di schiavi in seguito allo Slavery Abolition Act del 1833, con lo Slave Compensation Act del 1837. Il governo britannico contrasse un prestito di 15 milioni di sterline (del valore di 1,8 miliardi di sterline nel 2024) con interessi, da Nathan Mayer Rothschild e Moses Montefiore, che fu successivamente estinto dai contribuenti britannici (terminato nel 2015), per compensare gli ex proprietari di schiavi. Polignac era associato a tre diverse rivendicazioni, in quanto possedeva 628 schiavi a Saint Vincent e Grenadine e ricevette un pagamento di 15.765 sterline all'epoca (del valore di 1,89 milioni di sterline nel 2024). Sebbene fosse un suddito francese, Polignac aveva legami nell'Impero britannico grazie alla moglie scozzese, Barbara Campbell, figlia di Duncan Campbell di Ardnave.
Alla fine fu graziato e fatto rientrare in Francia nel 1845, a condizione che non risiedesse a Parigi, dove morì a Saint-Germain-en-Laye all'età di 67 anni nel 1847, l'anno prima della definitiva abolizione della monarchia orleanista, che lui e il fratello non riconobbero mai.

## Titolatura
Alla morte del padre, 1º duca di Polignac, avvenuta a San Pietroburgo il 21 settembre 1817, ricevette il titolo di cortesia di conte di Polignac, in quanto secondogenito. Il titolo di principe di Polignac gli fu invece concesso dal re Luigi XVIII nel 1820, mentre il titolo di famiglia fu ereditato dal fratello, morto il 1º marzo 1847. Jules fu terzo duca di Polignac solo per ventinove giorni, dato che morì il 30 marzo.

## Matrimoni

### Primo matrimonio
Nel 1816 sposò Barbara Campbell (22 agosto 1788 - 23 maggio 1819), una giovane scozzese, che in seguito tornò con lui in Francia, dalla quale ebbe due figli:
- Armand (1817-1890), IV duca di Polignac[4];
- Seyna-Camille (1818-1833).

### Secondo matrimonio
Sposò, il 3 giugno 1824 a Londra, Maria Charlotte Parkyns (6 gennaio 1792 - 2 settembre 1864), figlia di Thomas Parkyns, I barone Rancliffe e vedova del conte Cesar de Choiseul. Ebbero cinque figli:
- Alphonse de Polignac (1826-1863), sposò Jeanne Emilie Mirès[6], ebbero una figlia;
- Charles Ludovic Marie de Polignac (1827-1904), sposò Gabriele von Croy, non ebbero figli;
- Yolande de Polignac (1830-1855)[7], sposò Sosthène de La Rochefoucauld, duca de Doudeauville, ebbero tre figli;
- Camille Armand de Polignac (1832-1913), sposò in prime nozze Marie Adolphine Langenberger, ebbero una figlia, e in seconde nozze Margaret Elizabeth Knight, ebbero tre figli[8];
- Edmond de Polignac (1834-1901)[9], sposò Winnaretta Singer, non ebbero figli.

Il principe Ranieri III di Monaco e i suoi figli, tra cui l'attuale sovrano monegasco Alberto II sono discendenti in linea diretta di Polignac.